# The Archer
The Archer – utwór amerykańskiej piosenkarki i autorki tekstów, Taylor Swift, wydany 23 lipca 2019 roku jako pierwszy singel promocyjny zwiastujący jej nadchodzący siódmy album studyjny Lover (2019). Sama artystka, a także Jack Antonoff są odpowiedzialni za autorstwo tekstu i produkcję nagrania.